# Thanh Lâm, Lục Nam
Thanh Lâm là một xã thuộc huyện Lục Nam, tỉnh Bắc Giang, Việt Nam. Bao gồm 8 thôn: Sơn Đình 1, Sơn Đình 2, Thượng Lâm, Dĩnh Bạn, Hồ, Giàng, Buộm, Ngò. Trong suốt thời kì lịch sử, người dân Thanh Lâm đã cùng cả nước đứng lên chống thực dân Pháp. Ngày nay mảnh đất Thanh Lâm không ngừng phát triển mạnh mẽ để đóng góp chung cho đất nước. Không chỉ vậy Thanh Lâm còn luôn gìn giữ những giá trị văn hóa lịch sử. Đến nơi đây, du khách không chỉ thăm quan di tích đình chùa Thượng Lâm mà còn tham gia các lễ hội vô cùng đặc sắc.

## Diện tích, dân số
Xã Thanh Lâm có diện tích 17,75 km², dân số năm 1999 là 8591 người, mật độ dân số đạt 484 người/km².